# 레고 호환품
레고 호환품은 레고와 유사하게 만들어진, 가짜 레고 부품이다. 대한민국에는 주로 중국의 '쉬프티'(인라이튼)과, '코고', '슬루반' 사의 부품이 잘 유통되고 있다.

## 구별법
덴마크의 레고 그룹에서 제작한 레고는 부품 윗면에 'LEGO'라고 쓰여 있다. 하지만 레고 호환품에는 그러한 것이 없다.